# Jazz (ソフトウェア開発)
Jazz（ジャズ）は、IBMによって開発された、ソフトウェアのコラボレーション開発を支援する開発環境、またはそのプロジェクト名。

## 概要
世界中に分散するソフトウェア開発者が、チームとして協調（コラボレーション）して効率的にソフトウェア開発を進めることを目的とする、IBM RationalおよびIBM Researchの共同プロジェクト名であり、そのツール群である。
ネーミングは音楽のジャズ (Jazz) からで、独立した奏者が協調して演奏するイメージと思われる。
ツール構成としては、Eclipse やRational Team Concertをベースとして、インスタントメッセンジャー (IM) や、Webポータル、RDBMSなどを組み合わせている。それぞれのスタックは、エディションにより、Tomcat、Derby、XMPPなどのオープンソースや、WebSphere Portal、DB2、あるいはOracle Databaseなどを選択できる。
2008年6月11日には、「IBM Rational Software Development Conference 2007」にてオンライン・コミュニティ・サイト「Jazz.net」の開設が発表された。
成功したEclipseが、主にソフトウェア開発者個人の生産性向上を目的としていたのに対し、JazzはEclipseをベースとして更にチーム全体の生産性向上を目的としているとされる。
ただし、JazzはEclipseと異なり、オープンソースプロジェクトではない。ユーザーはコミュニティ・サイトに参加しフィードバックできるが、最終的な所有権はIBMに帰属する予定とされている。